# George Wettling
George Wettling (Topeka, 1907. november 28. – New York, 1968. június 6.) amerikai dzsesszdobos.

## Pályakép
George Wettling,
a fiatal fehér chicagói akkor szeretett bele a dzsesszbe, amikor az 1920-as évek elején meghallotta King Oliver zenekarát (mellette Louis Armstrong játszott a kornetten, a Lincoln Gardensben). King Oliver dobosa, Baby Dodds el nem múló hatást tett Wetlingre.
Wetling később dolbolt Artie Shaw, Bunny Berigan, Red Norvo, Paul Whiteman és Harpo Marx nagyzenekaival is, a de a legjobb formáját mindig combókban hozta. Ezekben a kis bandákban bemutathatta a egy-egy adott szólistának a dinamikában és a válaszadásban megmutatkozó művészetét – amelyet Baby Doddstól lesett el.
Élete vége felé Wettling (mint barátja, Pee Wee Russell klarinétos is) festészettel kezdett el foglalkozni. Nagy hatással volt rá az amerikai kubista festő, Stuart Davis.
Azt mondták Wettlingről, hogy „csak a kéze használatában ütött el nála a dzsesszdobolás és az absztrakt festészettől: mindkét területen a ritmust tartotta meghatározónak”.
Mindazonáltal, bármennyire is szép volt Wettling egyik-másik képe, leginkább zörgő, üreges dobhangjáról maradt meg emlékezetesnek – különösen, ha Eddie Condon zenekarával játszott.